# 1940년 뉴욕 영화 비평가 협회상
제6회 뉴욕 영화 비평가 협회상은 1940년 영화를 대상으로 하는 시상식이다.

## 수상 및 후보

### 작품상
- 분노의 포도

### 감독상
- 분노의 포도 - 존 포드 수상

### 여우주연상
- 현대의 여신 - 캐서린 헵번 수상

### 남우주연상
- 위대한 독재자 - 찰리 채플린 수상

### 외국영화상
- La Femme du Boulanger

### 특별상
- 환타지아 - 월트 디즈니 수상